# Alberto Giolitti
Alberto Giolitti (Roma Italia, 14 de noviembre de 1923 - ib., 15 de abril de 1993) fue un dibujante de cómic italiano, muy activo en su país y en Estados Unidos.

## Biografía
Debutó a los 14 años, ilustrando cuentos e historietas para la revista Il Vittorioso de la editorial católica AVE. Pese al trabajo siguió sus estudios artísticos y se inscribió en la Academia de Bellas Artes y la Facultad de Arquitectura, pero tuvo que abandonar para cumplir servicio militar durante la Segunda Guerra Mundial. En la posguerra volvió a trabajar para AVE. En 1946 se trasladó a la Argentina; en Buenos Aires colaboró con las editoriales Láinez y Columbia. Tres años después se mudó a Estados Unidos, antes en Nueva York y luego en Florida, donde trabajó principalmente con Western Publishing ilustrando series como The Challenge of Zorro, Indian Chief, Tarzan, Tonto, Cisco Kid o Sergeant Preston, y muchas historietas de la publicación "Four Color" de Dell Publishing, como el famoso Turok o Gunsmoke.
Tras obtener la ciudadanía estadounidense al casarse con su mujer Jane, de la que tuvo dos hijos, en 1962 volvió a Roma y fundó el "Estudio Giolitti". En Italia siguió trabajando para el mercado norteamericano con series como Star Trek y King Kong del sello editorial Gold Key o historietas cómicas protagonizadas por personajes de Warner Bros. como Bugs Bunny, Pato Lucas, Puerco Porky, etc. Además, colaboró con editoriales nacionales (cómics para adultos de Ediperiodici como Jacula, Oltretomba o Terror, historietas de Fratelli Spada), inglesas (Jackie and the Wild Boys, Flame of the Forest, The Fiery Furnaces) y alemanas (Perry Rhodan, FBI, Reno Kid). En 1976 empezó a dibujar un episodio de la serie wéstern Tex de la editorial Bonelli, que fue ultimado por su ex-discípulo Giovanni Ticci. En 1986 realizó "Cinque anni dopo", una historieta de ciencia ficción postapocalíptica con guion de Giorgio Pedrazzi para la revista Comic Art. En 1989 volvió a trabajar para Tex, dibujando un álbum especial en 1989 con textos de Claudio Nizzi y entrando, posteriormente, en el equipo de los dibujantes de la serie regular. Murió en 1993, durante la realización del álbum titulado "Due pistole per Jason", guionizado por Sergio Bonelli y cuyos dibujos fueron completados por Giovanni Ticci.